# Ariobarzane II de Cius
Pour les articles homonymes, voir Ariobarzane.
Ariobarzane II de Cius (en grec ancien : Ἀριoβαρζάνης Β', et en vieux perse : 𐎠𐎼𐎡𐎹𐎠𐎲𐎼𐏀𐎠𐎴), mort en 337 av. J.-C., est un satrape de la ville de Cius appartenant à la dynastie des Mithridatides, qui règne pendant vingt-six ans entre 363 et 337 av. J.-C.
Il succède à son père Mithridate comme dynaste de la ville grecque, située en Mysie, pour le compte de l'Empire perse. 

## Biographie
Il semble avoir occupé une charge importante à la cour perse cinq ans avant la mort de son père, puisqu’on le trouve, apparemment au nom du roi, en ambassade auprès des Grecs en 368 av. J.-C.
Ariobarzane, que Diodore de Sicile qualifie de satrape de Phrygie et Nepos, ainsi que de Lydie et de Ionie, se révolte contre Artaxerxès II en 362 av. J.-C.
Dix ans plus tard, Démosthène l’évoque avec ses trois fils comme ayant reçu récemment la citoyenneté athénienne. Il le mentionne de nouveau en 351 av. J.-C. en précisant que les Athéniens ont envoyé Timothée le secourir, mais que ce dernier, voyant Ariobarzane en rébellion ouverte contre le roi, a refusé de lui porter secours.
Mithridate II, peut-être son fils et de toute façon un proche parent, lui succède pour gouverner la ville de Cius.

## Famille

### Mariage et enfants
De son mariage avec une femme inconnue, il eut :
- Mithridate II ;
- Orontobatès.

### Sources
- Smith, William (éditeur), Dictionary of Greek and Roman Biography and Mythology, « Ariobarzanes II », Boston, 1867[7].